# Maria Aragon
Maria Lourdes Aragon (née le 17 juillet 2000) est une chanteuse canadienne de Winnipeg, Manitoba. Aragon a posté sur YouTube sa reprise de la chanson Born This Way de Lady Gaga qui est devenue virale.

## YouTube et le début d'une carrière
Le 16 février 2011, une vidéo de Maria Aragon présentant une reprise de Born This Way de Lady Gaga a été postée sur la chaine YouTube de sa sœur pour montrer le talent de Maria aux amis et à la famille. La vidéo a attiré l'attention de Lady Gaga ; celle-ci a été tellement impressionnée par la performance de Maria qu'elle a retweeté un lien vers la vidéo à ses huit millions de followers, provoquant une sensation et le lancement de Maria à la renommée internationale instantanée. La vidéo a recueilli plus de 10 millions de vues sur YouTube en cinq jours. En 6 jours, sa vidéo, Born This Way (Cover) sur Youtube avait atteint plus de 26 millions de vues. Aujourd'hui elle compte plus de 55 millions de vues.